# Кхіхут
Чао Кхіхут (*тай. เจ้าขี้หุด; д/н — після 1763) — 27-й володар держави Ланна у 1761—1763 роках.

## Життєпис
Походження невідоме. 1761 року Тхао Пхат повалив свого брата Онг Чана, володаря Ланни. Втім наштовхнувся на спротив з боку знаті та населення Чіангмаю, тому відмовився зайняти трон. Замість нього правителем було обрано Кхіхута, що на той час був буддійським ченцем. Причини цьому достеменно невідомі.
Оголосив незалежність від Бірми. Також дозволив Талабану, командувачу знищеної Відродженої Гантаваді використовувати Чіангмай як свою базу для нападу на монські землі. Наприкінці 1761 року Талабан захопив порт Мартабан. Але того невдовзі було розбито. 1762 року зазнав поразки ще один союзник — Тадотейнхатху, намісник Таунгу. 1763 року бірманський володар Наундог'ї виступив проти Кхіхута, якому завдав поразки й захопив у полон. Його разом з родиною та частину знаті було перевезено до Бірми. Подальша доля невідома. На трон було посаджено Апаякамані.